# Nassau Coliseum 1988
Nassau Coliseum 1988 es un álbum del tipo bootleg cuádruple de la banda inglesa de rock Pink Floyd lanzado en 2015 en 4 discos con sonido excelente. Las grabaciones corresponden a los conciertos del 20 y 21 de agosto de 1988 en el Nassau Coliseum, Long Island, Nueva York, Estados Unidos. Algunas pistas fueron tomadas para el álbum en directo Delicate Sound of Thunder.

## Lista de canciones

### Disco 1
20 de agosto de 1988.
1. Shine On You Crazy Diamond (1-5).
  - Del álbum: Wish You Were Here. 1975.
2. Signs of Life.
  - Del álbum: A Momentary Lapse of Reason. 1987.
3. Learning To Fly.
  - Del álbum: A Momentary Lapse of Reason. 1987.
4. Dave MC.
  - Del concierto.
5. Yet Another Movie. 
  - Del álbum: A Momentary Lapse of Reason. 1987.
6. Round And Around. 
  - Del álbum: A Momentary Lapse of Reason. 1987.
7. A New Machine, Pt. 1. 
  - Del álbum: A Momentary Lapse of Reason. 1987.
8. Terminal Frost.
  - Del álbum: A Momentary Lapse of Reason. 1987.
9. A New Machine, Pt. 2
  - Del álbum: A Momentary Lapse of Reason. 1987.
10. Sorrow
  - Del álbum: A Momentary Lapse of Reason. 1987.
11. The Dogs of War.
  - Del álbum: A Momentary Lapse of Reason. 1987.
12. On The Turning Away
  - Del álbum: A Momentary Lapse of Reason. 1987.

### Disco 2
1. One of These Days.
  - Del álbum: Meddle. 1971.
2. Time.
  - Del álbum: The Dark Side of the Moon. 1973.
3. On The Run.
  - Del álbum: The Dark Side of the Moon. 1973.
4. The Great Gig in the Sky.
  - Del álbum: The Dark Side of the Moon. 1973.
5. Wish You Were Here. 
  - Del álbum: Wish You Were Here. 1975.
6. Welcome To The Machine. 
  - Del álbum: Wish You Were Here. 1973.
7. Us And Them. 
  - Del álbum: The Dark Side of the Moon. 1973.
8. Money.
  - Del álbum: The Dark Side of the Moon. 1973.
9. Another Brick in the Wall, Pt. 2
  - Del álbum: The Wall. 1979.
10. Comfortably Numb
  - Del álbum: The Wall. 1979.

### Disco 3
1. Encore Applause. 
  - Del concierto.
2. One Slip. 
  - Del álbum: A Momentary Lapse of Reason. 1987.
3. Run Like Hell.
  - Del álbum: The Wall. 1979.

### Disco 4
21 de agosto de 1988. Incompleto.
1. Shine On You Crazy Diamond (1-5).
  - Del álbum: Wish You Were Here. 1975.
2. Signs of Life.
  - Del álbum: A Momentary Lapse of Reason. 1987.
3. Learning To Fly.
  - Del álbum: A Momentary Lapse of Reason. 1987.
4. Dave MC.
  - Del concierto.
5. Yet Another Movie. 
  - Del álbum: A Momentary Lapse of Reason. 1987.
6. Round And Around. 
  - Del álbum: A Momentary Lapse of Reason. 1987.
7. A New Machine, Pt. 1. 
  - Del álbum: A Momentary Lapse of Reason. 1987.
8. Terminal Frost.
  - Del álbum: A Momentary Lapse of Reason. 1987.
9. A New Machine, Pt. 2
  - Del álbum: A Momentary Lapse of Reason. 1987.
10. Sorrow
  - Del álbum: A Momentary Lapse of Reason. 1987.
11. The Dogs of War.
  - Del álbum: A Momentary Lapse of Reason. 1987.
12. On The Turning Away
  - Del álbum: A Momentary Lapse of Reason. 1987.

## Músicos
- David Gilmour - guitarras, voces.
- Nick Mason - batería
- Richard Wright - teclados, voces.
- Jon Carin - teclados adicionales, voces.
- Guy Pratt - bajo, voces.
- Gary Wallis - percusión
- Tim Renwick - guitarras, voces
- Scott Page - saxofón
- Rachel Fury - coros
- Durga McBroom - coros
- Margret Taylor - coros

Crédito adicional:
- Roger Waters - compositor de todas las letras del Dark Side Of The Moon, además de haber ideado el concepto del cerdo.

## Refetrencias
1. ↑  Nassau Coliseum 1988 - Discogs